# Cantón de La Concha de Oro
El cantón de La Concha de Oro era una división administrativa francesa que estaba situada en el departamento de Alta Córcega y la región de Córcega.

## Composición
El cantón estaba formado por ocho comunas:
- Barbaggio
- Farinole
- Oletta
- Olmeta-di-Tuda
- Patrimonio
- Poggio-d'Oletta
- Saint-Florent
- Vallecalle

## Supresión del cantón de La Concha de Oro
En aplicación del Decreto nº 2014-255 de 26 de febrero de 2014, el cantón de La Concha de Oro fue suprimido el 22 de marzo de 2015 y sus 8 comunas pasaron a formar parte, dos del nuevo cantón de Cabo Córcega y seis del nuevo cantón de Biguglia-Nebbio.